# Die schwarze Lorelei
Die schwarze Lorelei (englischer Originaltitel: Whirlpool) ist ein britischer Kriminalfilm aus dem Jahre 1959 mit O. W. Fischer und Juliette Gréco in den Hauptrollen.

## Handlung
Lora hat schon viel Schlimmes erlebt und ist eine verlorene Seele der frühen Nachkriegszeit. Nach außen hin wirkt sie abgeklärt, hart und zynisch. Sie ist die Freundin eines miesen Kleingauners namens Hermann, von dem sie sich aber am liebsten lossagen möchte. Doch bislang fehlte ihr die letzte Kraft dazu. Als Hermann in ihrem Beisein in einem Kölner Lokal im Streit einen Mann niedersticht, gerät die abgebrühte Kellnerin in Panik und versucht sich endgültig von ihm abzusetzen. Hermann flieht in die eine Richtung, im Glauben, sie an einem verabredeten Punkt wieder zu sehen; Lora betritt hingegen einen Frachtkahn, der auf dem Rhein in die entgegengesetzte Richtung ablegt. Dessen Kapitän Rolf ist ein in sich ruhender Mann von ganzem Schrot und Korn, den kaum etwas aus der Ruhe bringen kann. Aufgrund ihres existenzialistischen Bekleidungs-Schwarz und ihrer Macht, auf unwiderstehliche Weise die Männer (nunmehr auch die an Bord) zu betören, in Hormonwallung und um den Verstand zu bringen, wird sie rasch „die schwarze Lorelei“ genannt.
Lora bringt viel Unruhe unter die Binnenschiffer, und die überbordende Eifersucht der Ehefrau eines der Besatzungsmitglieder bringt bald das Fass zum Überlaufen. Die Dinge spitzen sich endgültig zu, als plötzlich Hermann wieder auftaucht. Von der Polizei gejagt, durchstößt er deren Absperrung, gelangt auf Rolfs Frachtkahn und zwingt den Kapitän, ihn an Bord mitzunehmen. Der ermittelnde Kommissar Braun hat längst das Schiff und seine Besatzung im Blickfeld, die durch diese Ereignisse in einen, im metaphorischen Sinne, gefährlichen Strudel (einen Whirlpool, so der englische Originaltitel) zu geraten drohen, und benutzt Lora als Lockvogel, um endlich Hermanns habhaft zu werden. Schließlich kommt es auf dem dahintuckernden Lastenkahn zum finalen Showdown: Rolf und Hermann kämpfen auf Leben und Tod, wobei der skrupellose Verbrecher das Nachsehen hat. Noch ein schmerzvoller Abschiedskuss, dann wird die schwarze Lorelei von der Polizei von Bord geholt und abgeführt. Ob beide nach ihrem Gefängnisaufenthalt wieder zusammenfinden, lässt der Schluss offen.

## Produktionsnotizen
Die Dreharbeiten zu Die schwarze Lorelei fanden im August und September 1958 auf dem Tankschiff „Clementine“ im Mittelrheintal sowie in Boppard, St. Goar und Koblenz statt. Ende März 1959 wurde der Film in Großbritannien uraufgeführt, die Deutschland-Premiere war am 11. September 1959.
Nach seinem katastrophalen Abgang aus Hollywood, wo Fischer Anfang 1957 für den Film Mein Mann Gottfried vor der Kamera gestanden hatte, aber aufgrund ständiger Dispute mit Regisseur Henry Koster gefeuert wurde, wurde nunmehr Die schwarze Lorelei seine erste englischsprachige Produktion.
Jack Maxsted entwarf die Filmbauten, Julie Harris die Kostüme. Ron Goodwin, der hier sein Filmdebüt gab, dirigierte seine eigene Komposition.

## Kritiken
„Die eingefärbte, sentimentale Räubergeschichte, die den Rhein zum Schauplatz langweilig dargebotener Kapitalverbrechen macht, markiert einen Tiefpunkt im Schaffen des Mimen Otto W. Fischer: In Gestalt eines Binnenschiffers erliegt der deutsche Film-Sinnierer den Gesängen eines besserungswilligen Mörderliebchens (Juliette Greco) und findet Gelegenheit zu einer knabenhaften Rauferei.“

„Seit der Europamarkt seine Sirenenrufe auch über den englischen Kanal ertönen läßt, zerbrechen sich die englischen Filmproduzenten in ihren Alchemisten-Filmküchen die Köpfe, Themen zu finden, die auf sämtlichen Märkten Europas gleich gut ankommen. In der Rank-Organisation glaubten sie, es gefunden zu haben. (…) Nun ist die Lorelei nicht goldblond und kämmt ihr Haar, sondern sie ist eine Kellnerin in einer Kneipe, hat schwarze Haare und läßt diese ungekämmt. Es ist nämlich die bekannte Rheinländerin Juliette Greco, die ihre Existentialisten-Frisur trägt und oft barfuß herumläuft, um Gelegenheit zu haben, das bekannte Rheinlied: „Pieds nus dans mes sabots“ (Nackte Füße in Holzschuhen) singen zu können. (…) Kurz vor der Premiere in London gab die deutsche Botschaft einen Presseempfang, wohl aus Freude und Genugtuung, daß wir in England nun auch filmisch den Vater Rhein entdecken. Es ist jedoch anzunehmen, daß die Gastgeber den Film noch nicht gesehen hatten, sonst wäre die rheinfrohe Stimmung in das Gegenteil umgeschlagen. (…) Es ist schon ein Kreuz mit den Rheinfilmen. Die Filme, die in Deutschland gedreht wurden … waren fast ohne Ausnahme von einer Syrup-Romantik und verschwanden bald von der Bildwand. Nun bringt ein englischer Produzent einen Rheinfilm heraus, der nichts ist, als Hintergrund für eine Gangstergeschichte. (…) Es wurde aber kein Rheinfilm, sondern ein Reinfall.“

„Die Sage von der schönen Lorelei, die droben auf dem Felsen ihre Haare kämmt, ist eine traurige Geschichte. Und wenn man den romantischen Namen schon so beziehungsvoll für einen Filmtitel verwendet, dann kann das auch gar kein fröhlicher Film sein. Und fürwahr, er ist es auch nicht, auch wenn O. W. Fischer mit verdrossenem Charme ab und an für Stimmung sorgt. Gottlob sitzt die Loreley dieses Filmes nicht mehr auf dem bekannten Felsen, und auch das Kämmen des Haares ist nicht mehr ihre Sache… Sie ist hier ein abgebrühtes Kind aus dem modernen Nachkriegsdschungel, die auf den Kahn des Fischers allerlei kriminalistische Verwirrungen bringt. Doch am Ende "ergreift es auch hier den Fischer in seinem Kahne mit wildem Weh", wenn sie zwischen zwei Kriminalbeamten ihrem juristischen Schicksal und einer dennoch nicht ungewissen Zukunft entgegengeht. Diese völkerverbindende englisch-deutsch-französische Ballade wurde von dem Engländer Lewis Allan, mit heftigen geographischen Verwirrungen in den Bildhintergründen, in Szene gesetzt.“

„Fader englischer Reißer von fast komisch wirkender Unwahrscheinlichkeit.“

Halliwell‘s Film Guide charakterisierte den Film wie folgt: „Mäßig interessante Reisereportage mit der Last eines sehr langweiligen Melodrams“.